# Пролетарка (Крым)
Пролета́рка  (до 1948 года Асс; укр. Пролетарка, крымскотат. As, Ас) — село в Красноперекопском районе Республики Крым, входит в состав Ишуньского сельского поселения (согласно административно-территориальному делению Украины — Ишуньского сельского совета Автономной Республики Крым).

## Население
| 2001 | 2014 |
| ---- | ---- |
| 222  | ↘166 |

Всеукраинская перепись 2001 года показала следующее распределение по носителям языка
| Язык       | Процент |
| ---------- | ------- |
| украинский | 82.43   |
| русский    | 15.77   |
| другие     | 0.45    |

### Динамика численности
| - 1805 год — 161 чел. - 1864 год — 23 чел. - 1889 год — 27 чел. - 1892 год — 8 чел. - 1915 год — 26/3 чел. - 1926 год — 34 чел. | - 1939 год — 271 чел. - 1989 год — 198 чел. - 2001 год — 222 чел. - 2009 год — 191 чел. - 2014 год — 166 чел. |

## Современное состояние
На 2017 год в Пролетарке числится 4 улицы; на 2009 год, по данным сельсовета, село занимало площадь 57,1 гектара, на которой в 90 дворах проживал 191 человек. Действуют сельский клуб, фельдшерско-акушерский пункт, Пролетарка связана автобусным сообщением с райцентром и соседними населёнными пунктами.

## География
Пролетарка расположена в центре района, в степном Крыму, на западном берегу озера Красное, высота центра села над уровнем моря — 2 м. Ближайшее село — Танковое в 3,5 км на юг. Расстояние до райцентра — около 7 километров (по шоссе), там же ближайшая железнодорожная станция — Красноперекопск (на линии Джанкой — Армянск). Транспортное сообщение осуществляется по региональной автодороге 35Н-279 Красноперекопск — Пролетарка (по украинской классификации — С-0-10708).

## История
Первое документальное упоминание села встречается в Камеральном Описании Крыма… 1784 года, судя по которому, в последний период Крымского ханства Ас  входил в Кырп Баул кадылык Перекопского каймаканства. После присоединения Крыма к России (8) 19 апреля 1783 года, (8) 19 февраля 1784 года, именным указом Екатерины II сенату, на территории бывшего Крымского Ханства была образована Таврическая область и деревня была приписана к Перекопскому уезду. После Павловских реформ, с 1796 по 1802 год, входила в Перекопский уезд Новороссийской губернии. По новому административному делению, после создания 8 (20) октября 1802 года Таврической губернии, Асс был включён в состав Бустерчинской волости Перекопского уезда.
По Ведомости о всех селениях, в Перекопском уезде состоящих с показанием в которой волости сколько числом дворов и душ… от 21 октября 1805 года, в деревне Асс числилось 24 двора и 161 крымский татарин. На военно-топографической карте генерал-майора Мухина 1817 года деревня Аз обозначена с 22 дворами. После реформы волостного деления 1829 года Асс, согласно «Ведомости о казённых волостях Таврической губернии 1829 года», передали в состав Ишуньской волости (переименованной из Бустерчинской). На карте 1836 года в деревне 52 двора, как и на карте 1842 года.
В 1860-х годах, после земской реформы Александра II, деревня осталась в Ишуньской волости. Согласно «Памятной книжке Таврической губернии за 1867 год», деревня Асс была покинута жителями в 1860—1864 годах, в результате эмиграции крымских татар, особенно массовой после Крымской войны 1853—1856 годов, в Турцию и оставалась в развалинах. Видимо, вскоре опустевшую деревню начали заселять выходцы из России, поскольку уже в «Списке населённых мест Таврической губернии по сведениям 1864 года», составленном по результатам VIII ревизии 1864 года, Асс (или 2-й соляной квартал) — казённая русская деревня с 5 дворами и 23 жителями при соляном озере Красном. По обследованиям профессора А. Н. Козловского начала 1860-х годов, «колодцы неглубокие, от 3 до 6 саженей (от 6 до 12 м), но большая их половина с солоноватойю водою». На трёхверстовой карте Шуберта 1865—1876 года на месте деревни обозначены некие здания и мечеть, ещё не подписанные. В «Памятной книге Таврической губернии 1889 года», по результатам Х ревизии 1887 года, в деревне Асс числилось 5 дворов и 27 жителей.
После земской реформы 1890 года Асс отнесли к Воинской волости. Согласно «…Памятной книжке Таврической губернии на 1892 год», в деревне Асс, составлявшей Асское сельское общество, было 8 жителей, домохозяйств не имеющих. В «…Памятной книжке Таврической губернии на 1900 год» Асс уже не числится. По Статистическому справочнику Таврической губернии. Ч.II-я. Статистический очерк, выпуск пятый Перекопский уезд, 1915 год, на хуторе Асс (Соломахи) Воинской волости Перекопского уезда числилось 3 двора с русским населением в количестве 26 человек приписных жителей и 3 — «посторонних», из которых 13 мужчин и 16 женщин. При хуторе земли числилось, в хозяйстве имелось 8 лошадей и 3 головы мелкого скота.
После установления в Крыму Советской власти, по постановлению Крымревкома от 8 января 1921 года № 206 «Об изменении административных границ» была упразднена волостная система, Перекопский уезд переименовали в Джанкойский, в котором был образован Ишуньский район, в состав которого включили село, а в 1922 году уезды получили название округов. 11 октября 1923 года, согласно постановлению ВЦИК, в административное деление Крымской АССР были внесены изменения, в результате которых округа были отменены, Ишуньский район упразднён и село вошло в состав Джанкойского района. Согласно Списку населённых пунктов Крымской АССР по Всесоюзной переписи 17 декабря 1926 года, на хуторе Асс (или Красное Озеро) Ишуньского сельсовета (в котором село состоит всю дальнейшую историю) Джанкойского района, числилось 9 дворов, все крестьянские, население составляло 34 человека. В национальном отношении учтено: 32 украинца, 1 татарин и 1 грек. Постановлением ВЦИК от 30 октября 1930 года был восстановлен Ишуньский район и село, вместе с сельсоветом, включили в его состав. Постановлением Центрального исполнительного комитета Крымской АССР от 26 января 1938 года Ишуньский район был ликвидирован и создан Красноперекопский район с центром в поселке Армянск (по другим данным 22 февраля 1937 года), в который вошло село. По данным всесоюзной переписи населения 1939 года в селе проживал 271 человек. На подробной карте РККА северного Крыма 1941 года в Ассе отмечено 46 дворов.
Во время Великой Отечественной войны, в 1941 году, при обороне Перекопа, в окрестностях села, в дефиле озёр Старое и Красное, погибло 47 воинов 271-й и 156-й дивизий 51-й армии, похороненные в братской могиле в селе. В 1967 году на могиле был установлен памятник работы скульптора Н. Д. Солощенко в виде скульптуры воина на фоне вертикальной стелы, установленной на постаменте. Постановлением Совета министров Республики Крым № 627 от 20 декабря 2016 года памятник отнесён к категории объектов культурно-исторического наследия России регионального значения.
С 25 июня 1946 года Асс в составе Крымской области РСФСР. Указом Президиума Верховного Совета РСФСР от 18 мая 1948 года, Асс переименовали в Пролетарку. 26 апреля 1954 года Крымская область была передана из состава РСФСР в состав УССР. По данным переписи 1989 года в селе проживало 198 человек. С 12 февраля 1991 года село в восстановленной Крымской АССР, 26 февраля 1992 года переименованной в Автономную Республику Крым. С 18 марта 2014 года — аннексировано Россией.
12 мая 2016 года парламент Украины, не признающий российскую аннексию, принял постановление о переименовании села в Ас (укр. Ас), в соответствии с законами о декоммунизации, однако данное решение не вступает в силу до «возвращения Крыма под общую юрисдикцию Украины».